# Single sign-on
Технологія єдиного входу (англ. Single Sign-On, SSO) — технологія, що дозволяє користувачеві переходити з одного онлайн-сервісу до іншого, без повторної автентифікації, за єдиним ID.
Наприклад, у великих приватних мережах часто існує декілька незалежних підсистем. З допомогою SSO реалізується доступ до всіх підсистем без повторного введення логіну/паролю. Для цього користувачеві буде достатньо ввести логін/пароль лише раз для однієї з підсистем і він матиме доступ до всіх інших.